# 퀴어

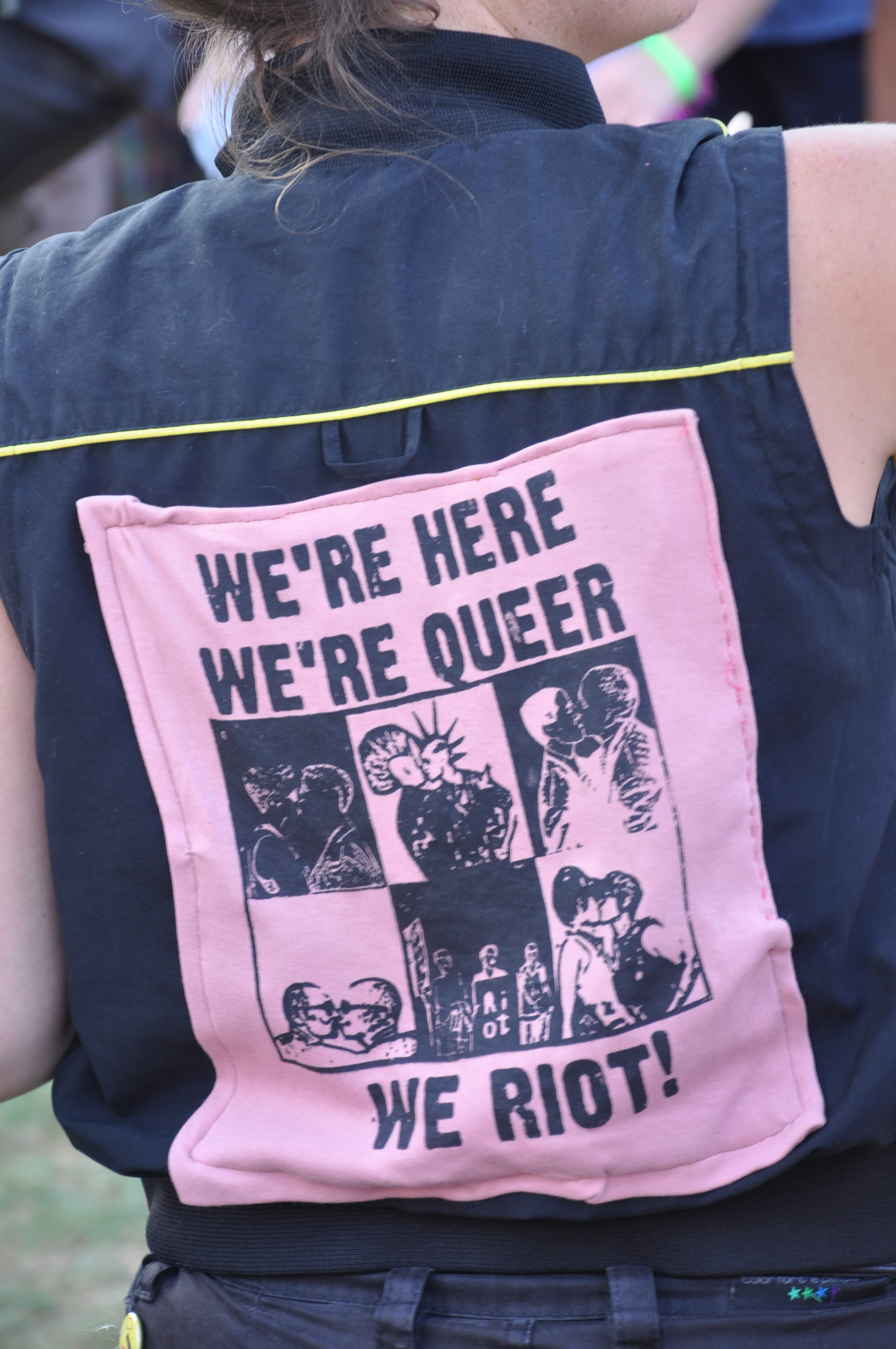

퀴어(영어: Queer)는 성소수자가 스스로를 나타내는 말 가운데 하나이다. 성정체성의 스펙트럼은 게이, 레즈비언, 양성애, 트랜스젠더, 무성애와 같이 다양하기 때문에 이들을 한데 아우르는 명칭으로 채택되었다. 영어의 queer는 원래 "낯선", "이상한", "드문"과 같은 의미를 지니는 낱말이지만 1922년부터 성소수자를 가리키는 용어로 쓰이기 시작하였고 1994년 퀴어학이 정식으로 시작되면서 대표적인 용어가 되었다. 퀴어가 성소수자를 가리키는 용어로 정착한 데는 1990년 출범한 성소수자 단체 퀴어 네이션의 활동이 많은 역할을 하였다.
퀴어는 20세기 동성애를 뜻하는 용도로 더 흔하게 쓰였으나 21세기에 들어 모든 비규범적 성정체성을 포괄하는 용어로 의미가 확장되었다. 퀴어학, 퀴어 이론과 같은 학술 연구에서는 일반적으로 인간의 젠더를 남성과 여성 둘 만으로 규정하는 젠더 이분법이 실제 상황과 부합하지 않는다고 파악한다. 개개인의 성정체성은 스스로가 규범적 집단에 속한다고 여기더라도 실제로는 보다 복잡한 상호교차성을 보일 수 있다.
일부 성소수자 활동가들은 퀴어라는 낱말이 비하적 표현에서 출발하였다는 점을 들어 이의 사용을 비판하기도 한다. 퀴어를 자신들의 정체성을 나타내는 명칭으로 사용하는 활동가들의 활동 방식이 너무 과격하다는 이유로 스스로를 퀴어라 표현하기 싫어하는 성소수자도 있고, 퀴어가 그저 유행어에 그칠 것이라고 생각하는 경우도 있다. 퀴어는 성소수자를 나타내는 다른 용어 가운데 하나인 LGBT, LGBTQ 등에 비해 매우 확장성이 커서 시스젠더이지만 퀴어 이성애 성향을 갖는 경우까지 포괄되기도 한다.

## 어원과 초기의 사용
16세기 무렵 queer는 영어에서 "낯선", "이상한", "특이한", "드문" 등의 뜻으로 사용되었다. 무언가 딱 들어 맞지 않는 경우(not quite right)를 가리키기 위해 쓰였고 종종 사회적으로 용인되지 않는 행위를 표현하기 위해 사용하였다. I
16세기 잉글랜드 북부에서는 다음과 같은 표현이 사용되었다.

- 16세기 잉글랜드 북부의 표현: There's nowt so queer as folk
- 현대 영어: There is nothing as strange as people.
- 한국어: 사람들만큼 이상한 것도 없지.

1922년 1인극 My Word, You Do Look Queer(내 말은 네가 퀴어를 직시해야 한다는 거야)에서 퀴어는 "안좋은"이라는 의미로 쓰였다. 당시 영국에서 퀴어라는 낱말은 종종 파산과 같은 재정 위기를 뜻하는 말로 쓰였다. 예를 들어 파산 법정에 서는 일을 "퀴어 스트리트"에 갔다고 표현하였다.
시간이 흘러 퀴어는 게이나 레즈비언과 같은 일반적이지 않은 성정체성을 표현하는 뜻하는 말로 쓰이기 시작하였다. 주로 동성애를 가리키는 말로 쓰였지만 시스젠더가 아닌 경우도 퀴어로 불렸다.

### 비하
퀴어가 비규범적 성행위를 비하하는 용어로 쓰이기 시작한 것은 19세기 말 무렵이다. 여장 남성이나 남성과 성행위를 하는 것을 경멸하는 어투로 쓰이기 시작하다가 동성애 전반에 대한 비하로 사용되기 시작하였다. 1894년 퀸즈베리 후작 존 더글라스가 이런 의미로 퀴어를 사용한 사례가 남아있다.
20세기 들어 퀴어는 "페어리"(fairy)나 패곳(faggot)과 함께 특히 게이를 비하하는 용어로 쓰였다. 주류 사회는 이들이 보통 사람들과 달리 눈에 띄는 패션을 하고 돌아다닌다는 고정관념을 가지고 있었다. 게이의 역사를 전공으로 하는 사학자 조지 촌시는 "이런 이미지가 '모든' 게이들의 마음에 곧바로 각인되었다"고 평가하였다.
1950년대에 들어 게이바가 비밀리에 운영되기 시작하였고 60년대와 70년대를 거치며 보다 개방적인 공간이 되었다. 이 시기 동성애 정체성은 보다 과감하게 표출되었고 게이가 동성애 정체성의 대표적 단어가 되었다. 레즈비언은 아직 게이의 하위 개념이었고, 양성애나 트랜스젠더의 정체성도 모두 게이라는 말로 포괄되는 경우가 흔하였다.
이러한 분위기 속에서 성소수자 스스로도 동성애자 보다 게이라는 말을 사용하는 경우가 많았다. 한편 동성애 성향에 대한 편견 때문에 둘의 관계에서 "남성" 또는 "지배적" 역할을 하는 경우를 게이라고 하고 "여성" 또는 "수동적" 역할을 하는 경우를 퀴어라고 부르기 시작하였다. 물론 동성애 관계를 이성애의 시각으로 판단하는 것은 편견일 뿐이다.

### 20세기 초반의 퀴어 정체성

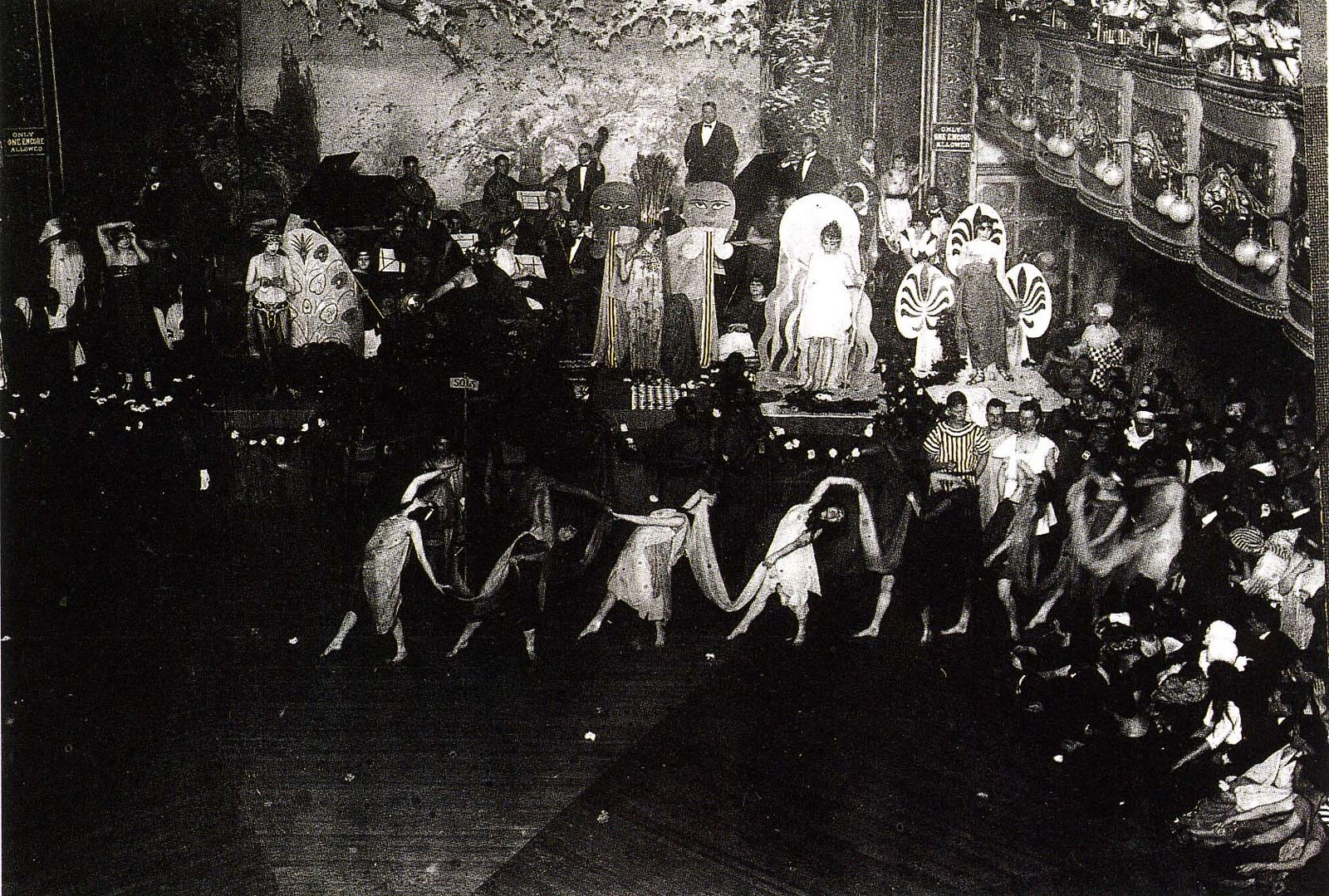
1920년대 뉴욕의 나이트클럽 웹스터 홀의 댄스 스테이지. 많은 퀴어 정체성을 가진 남성들은 주류 사회가 갖는 악의적 편견인 "페어리"의 이미지에서 벗어나고자 하였다.

19세기 및 20세기 초 퀴어, 페어리, 트레이드, 게이 등은 모두 남성 동성애자의 하위 부류로 인식되고 있었다. 조지 촌시는 《게이 뉴욕》에서 퀴어가 동성애자 사이에서 전형적인 남성성을 보이는 사람을 뜻하는 말로 쓰였다고 서술하였다.
페어리는 원래 중세 유럽의 전설에서 유래한 가상의 존재이지만, 성소수자들이 자신들만 알아볼 수 있는 드레스 코드로 화려하고 눈에 띄는 패션을 이용하기 시작하면서 특히 게이를 부르는 은어가 되었다. 그러나 페어리로 불리는 것이 일종의 사회적 낙인이 되면서 성소수자 스스로가 페어리의 요소들을 지워나갔다. 그렇게 그저 보통의 남성과 같은 옷을 입고 일반적인 남성과 구별되지 않는 행동을 보이는 경우를 "트레이드"라고 불렀는데, "퀴어"는 오히려 과시라도 하듯 남성성을 강조하는 경우를 부르는 말이었다.
이와 대조적으로 의료계나 경찰 내에서 동성애를 가리키는 은어로 "인버트"(invert, 비정상이라는 의미에서 온 은어), "퍼버트"(pervert, 변태), "디제네레이트"(degenerate, 퇴폐)라고 불렀으며 "호모색슈얼"(homosexual, 동성애)라고 불리기도 하였다.

1920년대 무렵 각각의 하위 문화에서 시작된 이러한 은어들은 30년대와 40년대를 거치며 하위 문화 밖으로도 전파되었지만 대개의 경우 이성애를 정상으로 동성애나 양성애는 비정상으로 규정한 가운데 이해되었다. 이 무렵 퀴어는 동성애를 가리키는 대표적인 말로 자리 잡기 시작하였다. 제2차 세계 대전을 거치면서 게이와 퀴어는 보다 일반적인 낱말이 되었고 전후 성소수자가 스스로를 나타내는 말이 되었다. 미국에서는 전후 젊은 세대는 나이든 이전의 세대와 달리 스스로를 게이라고 부르는 것이 적절하다고 여겼다. 게이라는 말에 덧씌워져 있던 "여자 같은 차림새"란 의미는 잊혀졌다. 한편 영국에서는 퀴어가 이들을 가리키는 말로 사용되었는데, "일반적"이지 않은 성정체성을 의미하였다.

## 이용

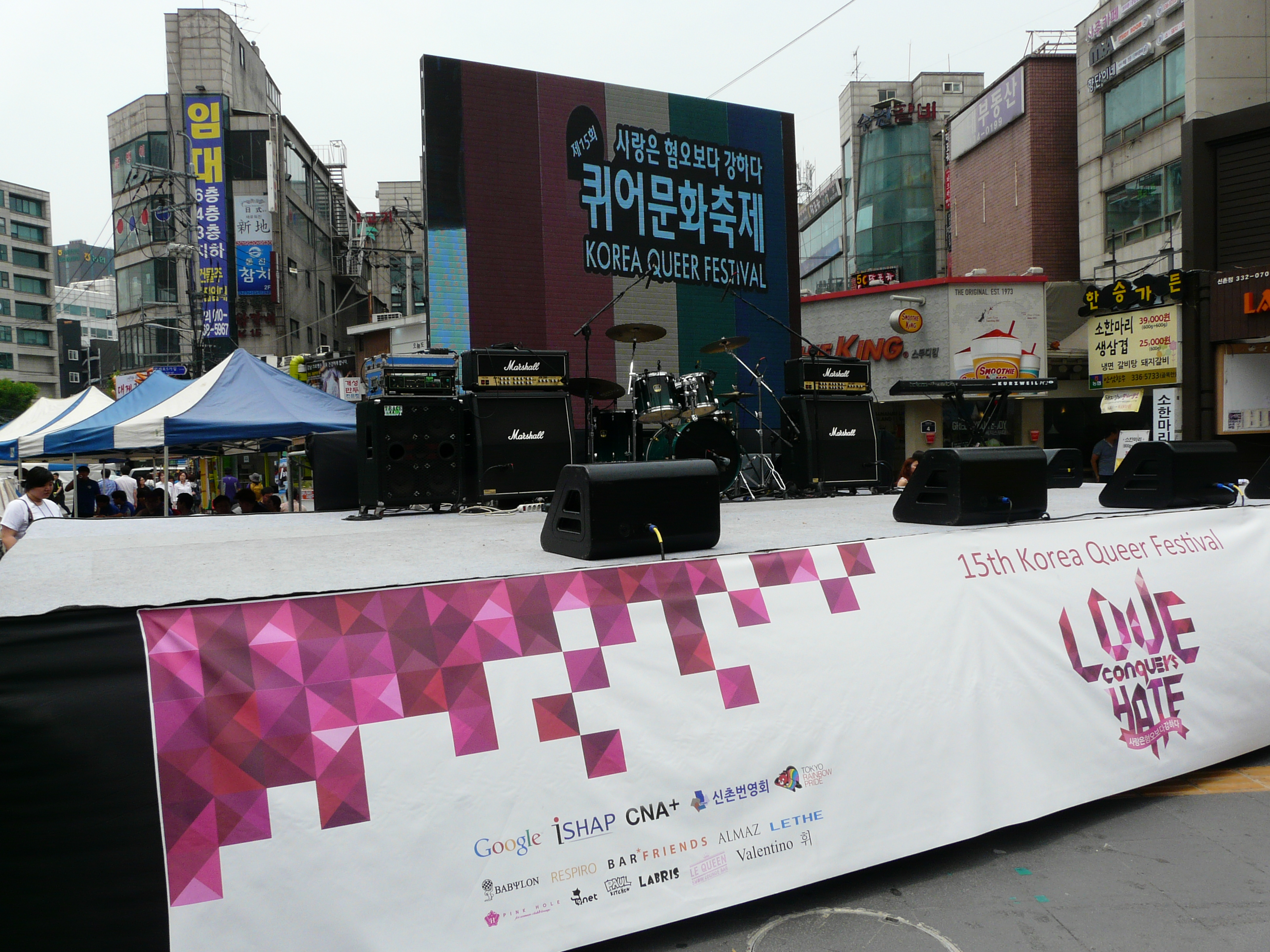
2014년 서울퀴어문화축제

1980년대에 들어 성소수자들이 자신을 나타내는 말로 퀴어를 채택하기 시작하였다. 이들은 퀴어라는 말에 담겨 있던 비하적 의미를 제거하고 오히려 성소수자의 인권을 요구하는 운동에 퀴어를 앞세웠는데 퀴어 네이션과 같은 단체가 대표적이다. 퀴어 네이션은 1990년 뉴욕 프라이드 행진에서 《퀴어는 이것을 읽으라》(Queers Read This)를 배포하였다. 퀴어 네이션은 이 팜플렛에서 게이라는 말도 훌륭하지만 게이 속에 들지 못하는 사람들도 함께 연대할 수 있는 말이 필요하다며 성소수자 스스로를 퀴어라 부르자고 제안하였다.
퀴어 네이션은 정치적으로 급진적 진보주의였기 때문에 자유보수주의와 같이 중도적 입장을 보이는 사람들이 쉽게 받아들이지는 못하였다. 당시 《뉴 리퍼블릭》의 편집장이었던 앤드류 설리번은 동성 결혼을 지지하는 칼럼을 쓰면서 여전히 "게이 결혼"이라는 용어를 사용하였다. 한편 퀴어를 자신들의 호칭으로 선택한 성소수자 운동은 동성 결혼 합법화와 같은 성소수자 당사자들의 요구뿐만 아니라 반전 운동, 미국 제국주의 반대와 같은 운동에도 앞장섰다. 이러한 운동의 영향으로 퀴어라는 명칭에 급진적이란 이미지가 들어가게 되었다.
퀴어가 점차 성수자를 대표하는 낱말로 굳어지자 농문화도 이를 성소수자를 대표하는 말로 받아들였다. 미국 수화에서 성소수자는 퀴어의 첫 글자 "Q"로 나타낸다.

### 비판
스스로의 정체성을 "퀴어"로 나타내는 것에 거부감을 보이는 성소수자들도 있다. 일부는 퀴어에 들어있는 급진주의 이미지에 거부감을 보이면서 성소수자 자체가 다양한 정치적 입장을 가지고 있는 만큼 그에 걸맞는 중립적 용어가 필요하다고 생각한다. 한편, 퀴어의 어원 자체가 "정상"에서 벗어난 경우를 뜻하는 것 때문에 거부감을 갖는 경우도 있는데 이들은 자신들도 이성애자 만큼이나 정상적인 사람일 뿐이라고 생각한다. 퀴어가 비하를 위해 사용되던 은어라 스스로를 퀴어라 부르는 것은 자기 비하라고 생각하는 경우도 있다.

### 확장
퀴어는 남성간 동성애를 뜻하는 낱말에서 성소수자 전체를 가리키는 낱말로 확장되었다. 인간의 성별과 젠더는 이분법적이지 않으며 다양한 소수 정체성이 존재한다. 이에 따라 퀴어의 용례 역시 기존의 LGBT에 포함되지 못하는 간성까지 포괄하게 되었다. 의료계에서는 간성으로 태어난 아이의 성별 결정 수술에서 간성의 신체를 "퀴어 신체"라고 표현한 사례가 있다.

### 학술
퀴어가 성소수자 스스로를 가리키는 대표적인 낱말로 굳으면서 성소수자의 역사와 문화, 심리, 철학을 다방면으로 탐구하는 학문 역시 퀴어학으로 정립되었다. 1990년대 이후 탈구조주의 이론들이 나오면서 기존의 인류학이나 여성학의 하위 분야에서 다루어지던 성소수자에 대한 이론들 역시 독자적인 간학문적 영역이 되었고 퀴어학이 성립하게 되었다.

## 문화
사회적 낙인 때문에 오랫동안 퀴어 문화는 은밀히 이루어지는 서브 컬쳐로 존재해 왔다. 이들이 자신의 정체성을 들어내고 사회의 일원으로서 자긍심을 표출한 것은 1970년 게이 퍼레이드 이후이다. 그러나 지역과 국가 별로 동성애에 대한 사회적 태도가 다르기 때문에 퀴어 문화 역시 각지 마다 다르게 형성되어 왔다. 서유럽과 북아메리카의 경우 공공연하게 자신들의 성정체성을 드러낼 수 있지만, 그 외 대다수 지역은 아직도 비밀스러운 서브 컬쳐를 형성하고 있다. 대한민국의 경우 서울퀴어문화축제를 비롯한 공개적인 문화 행사들이 시도되고 있지만 동성애에 대한 부정적 여론이 커 어려움을 겪고 있다.

## 같이 보기
- 동성애
- 이성애

## 참고 문헌
- Anon (1992). “Queercore”. 《I-D Magazine》 110 (the Sexuality Issue). 2018년 1월 14일에 원본 문서에서 보존된 문서. 2018년 1월 14일에 확인함.
- Crimp, Douglas; Rolston, Adam (1990). 《AIDS DemoGraphics》. Seattle Bay Press. ISBN 9780941920162.
- Kalin, Tom (November 1990). “Slant: Queer Nation”. 《Artforum》. 21–23면. 2018년 1월 14일에 원본 문서에서 보존된 문서. 2022년 7월 2일에 확인함.
- Sicurella, Federico Giulio (2016). “The approach that dares speak its name: queer and the problem of 'big nouns' in the language of academia”. 《Gender and Language》 10 (1): 73–84. doi:10.1558/genl.v10i1.20895.
- Tucker, Scott (1990). “Gender, Fucking, and Utopia: An Essay in Response to John Stoltenberg's Refusing to Be a Man”. 《Social Text》 27 (27): 3–34. doi:10.2307/466305. JSTOR 466305.